# Salme (gemeente)
Salme (Estisch: Salme vald) is een voormalige gemeente in de Estlandse provincie Saaremaa. De gemeente telde 1171 inwoners (1 januari 2017) en had een oppervlakte van 115,5 km². De gemeente besloeg het noordelijk deel van het schiereiland Sõrve.
De gemeente ging in oktober 2017 op in de fusiegemeente Saaremaa.
Bij Tehumardi, ten noorden van de hoofdplaats Salme, vond in 1944 tijdens de Tweede Wereldoorlog een grote slag plaats, waarbij vele Russische en Duitse doden vielen. Een monument in de duinen herinnert hieraan.

## Plaatsen
Anseküla, Easte, Hindu, Imara, Järve, Kaimri, Kaugatoma, Läätsa, Lahetaguse, Länga, Lassi, Lõmala, Lõu, Metsalõuka, Mõisaküla, Möldri, Rahuste, Salme, Suurna, Tehumardi, Tiirimetsa, Toomalõuka, Ula, Üüdibe en Vintri.

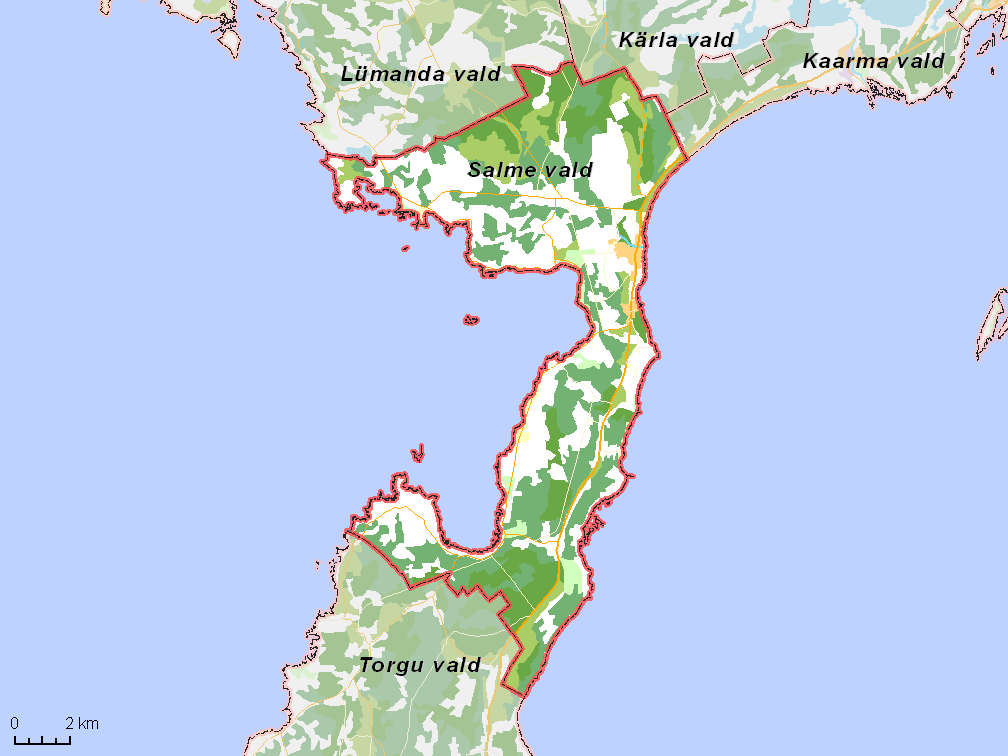
De gemeente met omliggende gemeenten, situatie begin 2014